# Hydroides tambalagamensis
Hydroides tambalagamensis är en ringmaskart som beskrevs av Pillai 1961. Hydroides tambalagamensis ingår i släktet Hydroides och familjen Serpulidae. Inga underarter finns listade i Catalogue of Life.